# Station Marburg
Station Marburg is een spoorwegstation in de Duitse plaats Marburg. Het station werd geopend in 1850.

## Geschiedenis
Het station werd voltooid met de aanleg van de Main-Weser-spoorlijn in 1850 en werd gebouwd buiten de bebouwde kom aan de andere kant van de Lahn.
In 1903 werd het station het eindpunt van de Marburg-trams (Straßenbahn Marburg). Aanvankelijk was dit een door paarden getrokken systeem, dat in 1911 werd omgebouwd naar elektrisch rijden. Na de Tweede Wereldoorlog werd in 1951 besloten de tram te sluiten. Korte tijd later werd het Marburg-trolleybusnetwerk geopend ter vervanging van de trams. Dit werd uiteindelijk gesloten in 1968.

### Entree gebouw
Het entreegebouw en de rest van de stationsgebouwen staan nu grotendeels op de monumentenlijst onder de Hessische Erfgoedwet.
Het eerste stationsgebouw is ontworpen door Julius Eugen Ruhl. In 1907 werd het bij een uitbreiding van het station vervangen door een entreegebouw ontworpen door architect Alois Holtmeyer. Het stationsgebouw werd tijdens de Tweede Wereldoorlog zwaar beschadigd en de buitenkant van de barokke heropleving werd na de oorlog grotendeels hersteld.
In 2004 is het station voorzien van digitale informatieborden op de perrons en in het entreegebouw en uitgeroepen tot rookvrij station. Het stationsgebouw is nog steeds vervallen.
In het oostelijke deel van het station bevindt zich het voormalige - nu verlaten - operatiedepot. Deze omvatten verschillende in bakstenen gebouwen gebouwd in 1890, waaronder een roundhouse. De voormalige wagenhal wordt nu gebruikt als cultureel centrum.

## Infrastructuur
Station Marburg wordt beheerd door DB Station&Service en is geclassificeerd als station van categorie 3.
Normaal gesproken bieden stations van deze categorie 's avonds service, maar DB biedt 's avonds geen klantenservice om kosten te besparen. Het station wordt bediend door vele regionale en stadsbuslijnen.
Ten oosten van het passagiersstation is het in onbruik geraakte vrachtemplacement, dat bestond uit een klein rangeerstation (met een bult en vier korte opstelsporen), en ten noorden daarvan zijn in onbruik geraakte laadsporen.
Het station heeft zes perronsporen. De doorgaande diensten op de Main-Weser-Bahn stoppen bij perrons 4 en 5 en het eindverkeer op de Burgwald-spoorlijn van Marburg naar Frankenberg (Eder) en de Boven-Lahntal-spoorlijn vanuit Erndtebrück stoppen op sporen 1, 2 en 8. Spoor 1a is uitsluitend gebruikt door treinen van en naar Gießen die starten of eindigen in Marburg.

## Andere faciliteiten
In hetzelfde gebouw zit het hotel Hostel Marburg One, de tijdschriftenwinkel Press and Books en vier afhaalrestaurants waaronder een McDonald's.